# 醒目飛鷹
醒目飛鷹（日语：スマートファルコン），是日本純種競賽馬匹。生涯稱霸泥地賽事，總戰績為34戰23勝，名次分佈為23-4-1-6，曾於2010及2011年連霸東京大賞典及日本育馬場盃經典賽，亦於2011年及2012年分別勝出帝王賞及川崎紀念。另外其生涯中共勝出19場分級賽，為當時日本國內平地分級賽最多勝利數。

## 出賽前
2005年4月4日出生於北海道靜內町（今新日高町）岡田Stud，成長途中被馬主大川徹購入。
其後交由美浦訓練中心練馬師畠山吉宏訓練。

## 競賽生涯

### 2歲
2007年10月28日出戰東京競馬場2歲新馬戰，保持於先頭位置下於直路瞬間衝出，最終以1 1/2馬位優勢取得首勝。
其後出戰2歲500萬以下條件戰取得第二後，再於另一場2歲500萬以下條件戰取得冠軍。

### 3歲
2008年首戰陣營選擇為青年盃，於橫山典弘的策騎下選擇留後，直至最後彎道才逐步發力。進入直路後，其以優秀的反應瞬間衝出，最終以全場最快末腳速度的姿態一舉超越前方所有對手獲勝。
其後選擇挑戰經典三冠戰線，然而於共同通信盃及雅靈頓盃分別以第七及第十落敗，4月挑戰皋月賞更以包尾第十八慘敗而回。
賽後，馬主決定安排其轉廄，進入隸屬栗東訓練中心的小崎憲馬房，並於夏季前往放草。
放草回歸後陣營決定安排其返回泥地戰線，出戰地方一級賽日本泥地打吡。比賽開始後，其順利出閘並守住第三、四左右的位置，進入直路後亦能保持優秀的加速力，最終僅敗於領放馬Success Brocken取得第二。
其後陣營因目睹其於泥地賽事的優秀表現，因而安排其出戰KBC盃和一眾年長馬匹對戰，最終於比賽途中一放到底下以輕鬆姿態取勝。
10月7日出戰白山大賞典，出閘後出戰進佔有利位置一直領放，進入直路後繼續加速，最終成功拉開第二名的Yamato Marion 2 1/2馬位優勢取得首個分級賽冠軍，亦為練馬師小崎帶來首個分級賽優勝。
其後出戰日本育馬場盃短途賽，本次比賽因其他馬匹以更積極的姿態搶佔位置，醒目飛鷹選擇保持於第四左右的位置等待時機。進入直路後，其一舉於所在位置逐步加速，雖然一度跑出凌厲的末腳姿態，但仍然未能超越領放馬成竹在胸，最終以1馬位差距落敗得第二。
11月26日於放棄日本盃泥地大賽下出戰地方賽事浦和紀念，面對軟地其未被影響，繼續以自身節奏保持於先頭領放的位置。進入直路後，其腳程未見疲倦，最終爆發出後600米38.2秒的速度下繼續拉開後方對手，以7馬位優勢大勝。
年末出戰兵庫金盃，賽前因其以往穩定的戰績而以1.0倍獨贏賠率取得壓倒性的第一人氣。比賽開始後，其因為漏閘未能閃入內欄進佔先頭位置，因而選擇於第九的中團靠後推進。進入對面直路後，其開始逐步發力，於第十三彎道時爬升至第六，通過第四彎道時更進佔第二的位置。進入直路後，其進一步以凌厲的姿態突放加速，最終不但超越前方領放的金剛力王，更成功抵擋後上馬Al Dragon的追擊，以4馬位優勢取得分級賽連勝。

### 4歲
2009年首戰為佐賀紀念，本次比賽順利出閘之下順勢領放，進入直路後繼續以優秀的末腳速度衝刺，最終再度以拉開後方賽駒4馬位的姿態取得勝利。
其後出戰名古屋大賞典及杜若紀念，其亦繼續採用領放的戰術壓勝，分別於其中拉開第二名1/2馬位及5馬位。
5月27日出戰埼玉盃，本次比賽未有搶佔領放位置下保持於第三左右穩定推進，於進入對面直路後稍為提速閃上第二的位置。進入直路後，其憑借早前於彎道的發力經已和領放馬呈現平頭的姿態，及後繼續加速下開始拋離對方，最終以1 1/2馬位的優勢壓贏對手奪冠，同時亦達成分級賽六連勝。
7月出戰水星盃，再度未有搶佔位置下保持於第三的位置等待時機，雖然於進入直路一度爆發出優秀的速度衝出，但仍然未能追上領放的Makoto Sparviero，以4馬位差距落敗。
8月13日出戰育馬者金盃，一直保持於第二的情況下於直路順利帶出並展開衝刺，最終以2分2.2秒的破記錄時間取得勝利。

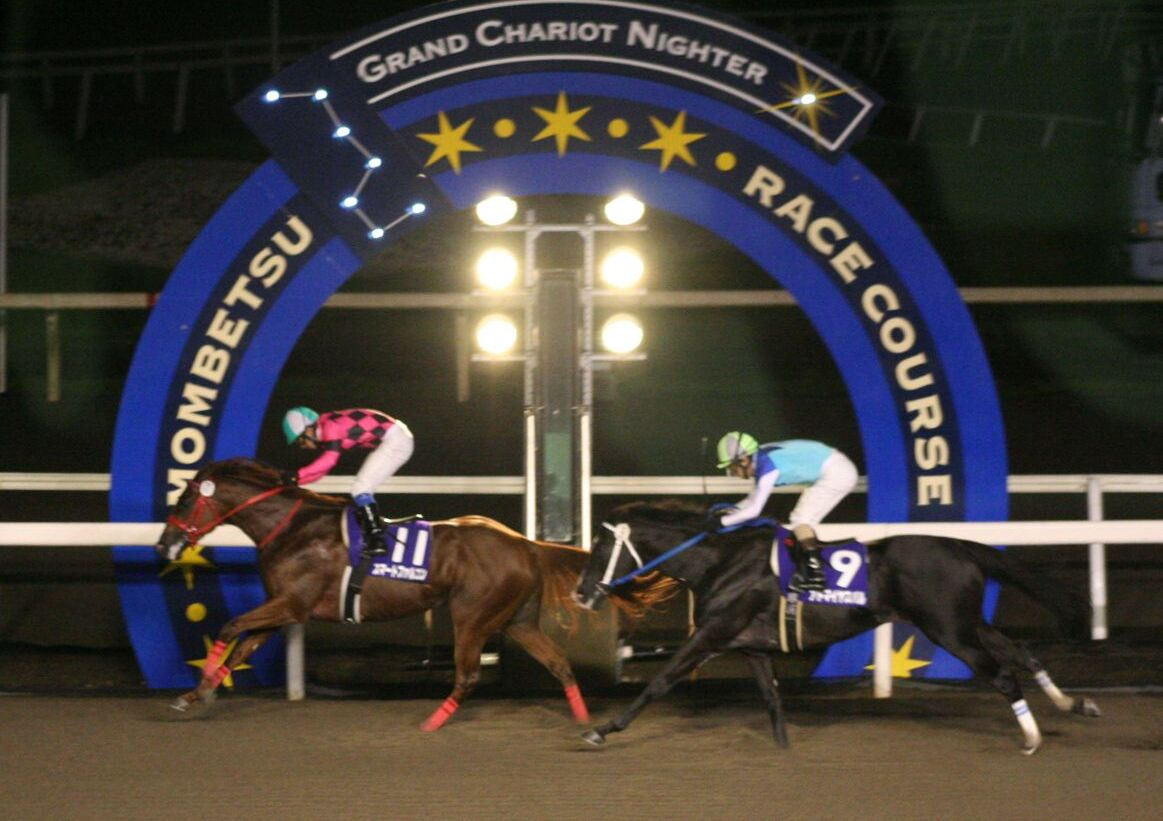
出戰育馬者金盃的醒目飛鷹

其後進入放草並於回歸後出戰浦和紀念，本次比賽繼續採用領放戰術帶領馬群前進，然而未能於直路保持步速下大幅失速，最終以第七的戰績落敗，亦為其首次於泥地賽事跌出板外。

### 5歲
2010年上半年經歷充足的休養過後，接連出戰杜若紀念及埼玉盃，於兩場賽事均發揮優秀的表現，達成連霸之餘亦贏得10個分級賽冠軍。
6月30日出戰帝王賞，時隔1年半再度出戰一級賽。比賽開始後，其保持於領放馬Success Brocken後方位置等待時機。然而進入直路後，其始終未能進入全速狀態衝出，最終被其他賽駒超越下僅得第六。
進入秋季後以日本電視盃作為目標，由於主戰騎師岩田康誠早前落馬受傷，因而本次比賽由武豐代打。比賽開始後，其選擇於先頭位置之內推進，並一直維持穩定的步速。通過第四彎道時，雖然醒目飛鷹經已進佔良好位置準備加速，但受到頂磅58公斤下未能最大程度發揮自身的末腳速度，最終無法追上前方的Furioso及創升以第三落敗。
11月再度夥拍武豐出戰日本育馬場盃經典賽，賽前獲得第四人氣。比賽開始後，縱然醒目飛鷹於大外檔起步，但騎師武豐仍然選擇迅速內閃搶佔位置，並成功進入領放狀態。進入直路後，其繼續於前方保持優勢下進一步展開加速，最終跑出全場最佳末腳下逐步拉開和後方賽駒的距離，最終以7馬位優勢奪得首個一級賽冠軍。
其後出戰浦和紀念，再度迅速搶佔位置下展開領放，通過第四彎道時候開始發力拉開後方馬匹，最終以6馬位優勢大勝。
12月29日出戰東京大賞典，縱然比賽初段面對積極的Furioso，醒目飛鷹仍然壓制對手成功貼欄領放，並於比賽途中一直和後方賽駒保持一定的距離。通過第四彎道時，騎師武豐指揮其逐步加速，最終於直路完全進入狀態之下一舉拉開後方賽駒，以1 3/4馬位優勢戰勝Furioso取得冠軍，而其2分0.4秒的完賽時間不但將大井競馬場及日本泥地2000米記錄分別大幅推前1.7及0.6秒，同時亦比本年度皋月賞冠軍比薩勝駒於該賽事跑出的2分0.8秒要快0.4秒。

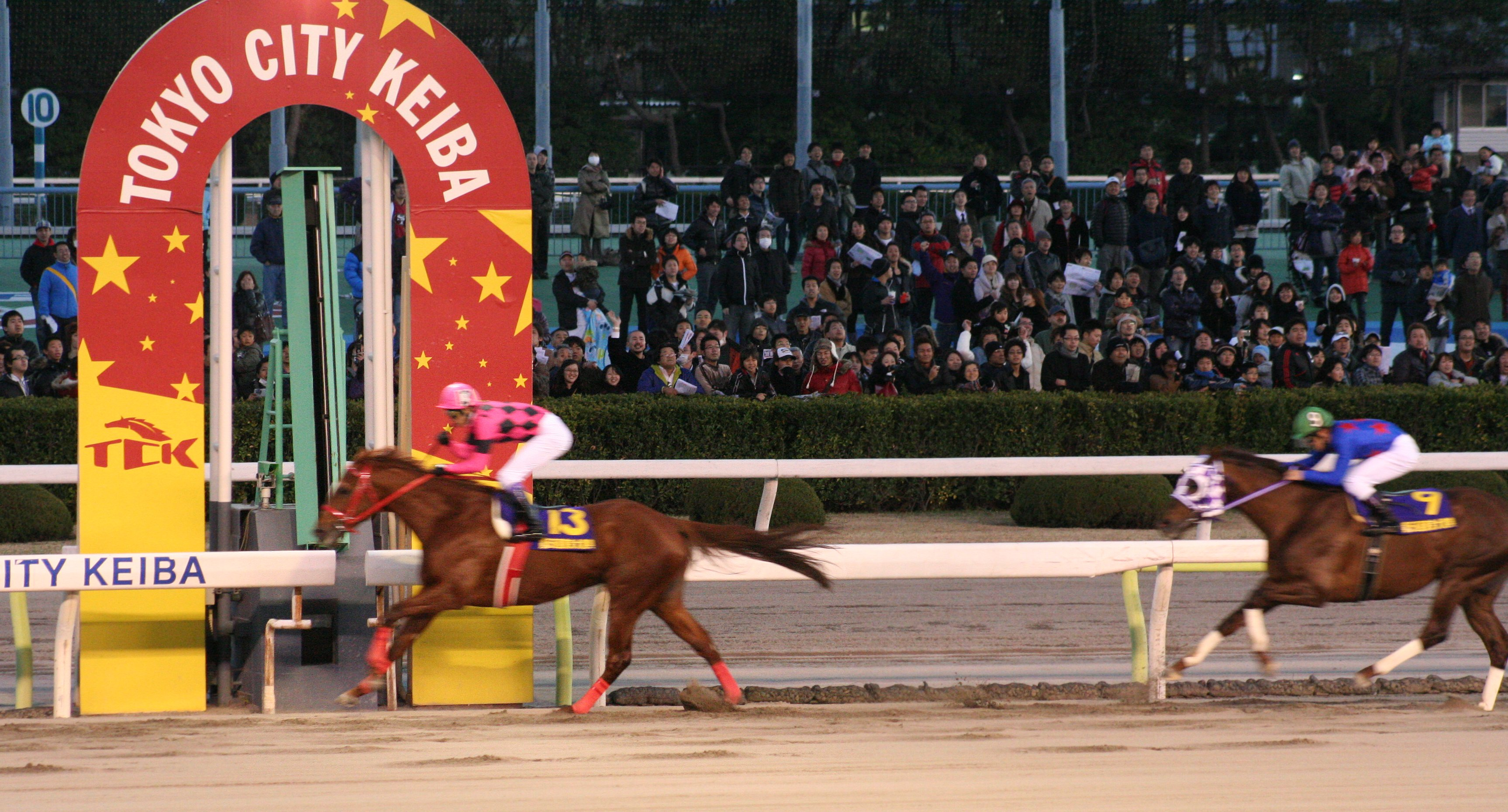
出戰東京大賞典的醒目飛鷹

### 6歲
2011年年初繼續處於休養狀態下在5月的大尾光紀念復出，比賽初段再度控制保持之下於直路輕鬆帶出突放，最終以8馬位優勢達成第14個分級賽冠軍，取代赤兔馬成為最多分級賽優勝的中央所屬馬。
其後出戰帝王賞、日本電視盃及日本育馬場盃經典賽亦以同樣的領放戰術搭配直路的末腳展開賽事，最終三場賽事均成功奪魁，分別拉開第二名的希望之城、Chryso及創升9、4及1馬位。
12月29日出戰本年度升格為國際一級賽的東京大賞典以連霸為目標，同時亦於賽前以1.0的獨贏賠率取得第一人氣。比賽開始後，其繼續以絕佳的反應由外檔位置閃入內欄進行領放，同時亦於比賽途中控制穩定的步速以保留體力。進入直路後，其仍然於內欄位置一直衝刺，此時一直守住第二位的奇銳駿亦開始加速，最終兩駒一直纏鬥下以平頭姿態衝過終點線。而經過賽後的照片判定，賽會最終宣判醒目飛鷹以3.5厘米細微優勢壓贏對手，達成連霸之餘亦贏得首個國際一級賽優勝。

### 7歲
2012年以川崎紀念作為首戰，比賽初段順利出閘下繼續以領放的姿態衝出，進入直路後再度進一步加速，最終以4馬位優勢贏得第六個一級賽冠軍，亦以2分10.7秒的完賽時間將2010年赤兔馬的記錄大幅於推前2.0秒。
其後陣營安排其遠征阿聯酋出戰杜拜世界盃，然而其於開閘前經已撞向閘門導致反彈，而此時閘門剛好開啟，醒目飛鷹亦因而漏閘。更甚的是，於出閘之後醒目飛鷹因失去平衡而滑到，導致和附近的信可成真有所碰撞而未能順利佔先領放，最終一直保持於後方下未能衝出以第十大敗。
回國後進入放草狀態並計劃於下半年繼續出戰賽事，但於8月返回馬房後被發現飛節處患有腱鞘炎，最終於陣營商討後決定退役。

### 詳細賽績
| 日期       | 舉辦國家 | 馬場   | 距離     | 級別   | 賽事名稱           | 負重     | 騎師 | 馬號 | 出馬 | 名次 | 時間     | 頭馬（二馬）          |
| ---------- | -------- | ------ | -------- | ------ | ------------------ | -------- | ---- | ---- | ---- | ---- | -------- | --------------------- |
| 28/10/2007 | 日本     | 東京   | 泥1600   |        | 2歲新馬            | 岩田康誠 | 55   | 3    | 14   | 1    | 1:39.1   | （Siberian Ken）      |
| 15/11/2007 | 日本     | 東京   | 泥1600   |        | 2歲500萬獎金以下   | 岩田康誠 | 55   | 2    | 13   | 2    | 1:39.1   | Ceres Hunt            |
| 16/12/2007 | 日本     | 中山   | 泥1800   |        | 2歲500萬獎金以下   | 後藤浩輝 | 55   | 5    | 15   | 1    | 1:55.6   | （Rush Street）       |
| 6/1/2008   | 日本     | 中山   | 草1600   | OP     | 青年盃             | 横山典弘 | 56   | 8    | 13   | 1    | 1:34.1   | （Oro Meister）       |
| 11/2/2008  | 日本     | 東京   | 草1800   | GIII   | 共同通信盃         | 横山典弘 | 56   | 12   | 16   | 7    | 1:48.5   | 湘南黎明              |
| 1/3/2008   | 日本     | 阪神   | 草1600   | GIII   | 雅靈頓盃           | 池添謙一 | 56   | 2    | 12   | 10   | 1:35.7   | Dantsu Kissui         |
| 20/4/2008  | 日本     | 中山   | 草1600   | GI     | 皋月賞             | 福永祐一 | 57   | 11   | 18   | 18   | 2:04.1   | 北國隊長              |
| 9/7/2008   | 日本     | 大井   | 泥2000   | JpnI   | 日本泥地打吡       | 岩田康誠 | 56   | 8    | 15   | 2    | 2:05.1   | Success Brocken       |
| 10/8/2008  | 日本     | 小倉   | 泥1700   | OP     | KBC盃              | 岩田康誠 | 53   | 14   | 15   | 1    | 1:43.6   | （Belmont Protea）    |
| 7/10/2008  | 日本     | 金澤   | 泥2100   | JpnIII | 白山大賞典         | 岩田康誠 | 54   | 11   | 11   | 1    | 2:14.1   | （Yamato Marion）     |
| 3/11/2008  | 日本     | 園田   | 泥1400   | JpnI   | 日本育馬場盃短途賽 | 岩田康誠 | 56   | 6    | 12   | 2    | 1:25.8   | 成竹在胸              |
| 26/11/2008 | 日本     | 浦和   | 泥2000   | JpnII  | 浦和紀念           | 岩田康誠 | 54   | 1    | 11   | 1    | 2:04.8   | （Ampersand）         |
| 25/12/2008 | 日本     | 園田   | 泥1400   | JpnIII | 兵庫金盃           | 岩田康誠 | 57.5 | 6    | 12   | 1    | 1:26.5   | （Al Dragon）         |
| 11/2/2009  | 日本     | 佐賀   | 泥2000   | JpnIII | 佐賀紀念           | 岩田康誠 | 58   | 6    | 12   | 1    | 2:07.4   | （Roll of the Dice）  |
| 25/3/2009  | 日本     | 名古屋 | 泥1900   | JpnIII | 名古屋大賞典       | 岩田康誠 | 58   | 11   | 11   | 1    | 2:01.8   | （Wonder Speed）      |
| 4/5/2009   | 日本     | 名古屋 | 泥1400   | JpnIII | 杜若紀念           | 岩田康誠 | 58   | 2    | 12   | 1    | 1:25.5   | （Tosen Bright）      |
| 27/5/2009  | 日本     | 浦和   | 泥1400   | JpnIII | 埼玉盃             | 岩田康誠 | 58   | 5    | 12   | 1    | 1:26.4   | （成竹在胸）          |
| 20/7/2009  | 日本     | 盛岡   | 泥2000   | JpnIII | 水星盃             | 岩田康誠 | 58   | 4    | 13   | 2    | 2:04.6   | Makoto Sparviero      |
| 13/8/2009  | 日本     | 門別   | 泥2000   | JpnII  | 育馬者金盃         | 岩田康誠 | 57   | 11   | 15   | 1    | 2:02.2   | （Admire Subaru）     |
| 25/11/2009 | 日本     | 浦和   | 泥2000   | JpnII  | 浦和紀念           | 岩田康誠 | 57   | 8    | 11   | 7    | 2:10.0   | Blue Lad              |
| 3/5/2010   | 日本     | 名古屋 | 泥1400   | JpnIII | 杜若紀念           | 岩田康誠 | 58   | 4    | 12   | 1    | 1:25.3   | （Suni）              |
| 26/5/2010  | 日本     | 浦和   | 泥1400   | JpnIII | 埼玉盃             | 岩田康誠 | 58   | 9    | 12   | 1    | 1:26.2   | （Suni）              |
| 30/6/2010  | 日本     | 大井   | 泥2000   | JpnI   | 帝王賞             | 岩田康誠 | 57   | 10   | 15   | 6    | 2:04.8   | Furioso               |
| 23/9/2010  | 日本     | 船橋   | 泥1800   | JpnII  | 日本電視盃         | 武豐     | 56   | 2    | 14   | 3    | 1:49.3   | Furioso               |
| 3/11/2010  | 日本     | 船橋   | 泥1800   | JpnI   | 日本育馬場盃經典賽 | 武豐     | 57   | 13   | 13   | 1    | 1:49.9   | （Furioso）           |
| 24/11/2010 | 日本     | 浦和   | 泥2000   | JpnII  | 浦和記念           | 武豐     | 58   | 6    | 10   | 1    | 2:05.8   | （Voluntas）          |
| 29/12/2010 | 日本     | 大井   | 泥2000   | JpnI   | 東京大賞典         | 武豐     | 57   | 13   | 14   | 1    | 2:00.4   | （Furioso）           |
| 2/5/2011   | 日本     | 船橋   | 泥2400   | JpnII  | 大尾光紀念         | 武豐     | 56   | 5    | 14   | 1    | 2:33.2   | （Kakitsubata Royal） |
| 29/6/2011  | 日本     | 大井   | 泥2000   | JpnI   | 帝王賞             | 武豐     | 57   | 6    | 11   | 1    | 2:01.1   | （希望之城）          |
| 23/9/2011  | 日本     | 船橋   | 泥1800   | JpnII  | 日本電視盃         | 武豐     | 58   | 12   | 12   | 1    | 1:50.6   | （Chryso）            |
| 3/11/2011  | 日本     | 大井   | 泥2000   | JpnI   | 日本育馬場盃經典賽 | 武豐     | 57   | 10   | 12   | 1    | 2:02.1   | （創升）              |
| 29/12/2011 | 日本     | 大井   | 泥2000   | GI     | 東京大賞典         | 武豐     | 57   | 12   | 12   | 1    | 2:01.8   | （奇銳駿）            |
| 25/1/2012  | 日本     | 川崎   | 泥2100   | JpnI   | 川崎紀念           | 武豐     | 57   | 5    | 12   | 1    | 2:10.7   | （Renforcer）         |
| 31/3/2012  | 阿聯酋   | 美丹   | 膠沙2000 | GI     | 杜拜世界盃         | 武豐     | 57   | 14   | 14   | 10   | 記錄缺失 | 蒙泰羅索              |

## 退役後
退役後，醒目飛鷹成為了配種馬，於北海道安平町社台Stallion Station休養，在2013年進行配種，首批子嗣於2014年出生。首批子嗣可於2016年出賽，7月31日經已有中央的子嗣在新馬戰中取勝。2021年1月24日，Auvergne在東海錦標取勝，成為首匹勝出分級賽的子嗣。2024年5月1日﹐Shamal在柏市紀念取勝﹐成為首匹勝出一級賽的醒目飛鷹子嗣。

### 主要子嗣

#### 一級賽優勝子嗣
粗體字為一級賽
2018年生
- Shamal（東京短途錦標、夏日冠軍錦標、埼玉電視盃橢圓短途錦標、三次黑船賞、兩次柏市紀念、埼玉盃）

#### 分級賽優勝子嗣
2016年生
- Auvergne（東海錦標、平安錦標）

## 血統簡介
父系黃金魅力爲日本賽駒，生涯活躍於泥地賽事，曾獲得二月錦標冠軍，其子嗣亦於泥地賽事大放異彩。祖父週日寧靜爲美國三冠賽雙冠馬，退役後在日本配種，其子嗣贏得巨額獎金，連續12年成為日本冠軍種馬。
母系Keishu Herb為日本馬匹，生涯未有出賽記錄。外祖父Mississipian為美國出生的法國賽駒，生涯戰績不俗，曾勝出一級賽法國準則錦標，亦於法國二千堅尼、雷鵬錦標及威爾斯親王錦標中跑獲亞軍。

### 血統表
| 父線：週日寧靜系（Halo系）          |                                |                 |                 |
| 種馬 黃金魅力 1999年（栗色）        | 週日寧靜 1986年（棕色）        | Halo            | Hail to Reason  |
| 種馬 黃金魅力 1999年（栗色）        | 週日寧靜 1986年（棕色）        | Halo            | Cosmah          |
| 種馬 黃金魅力 1999年（栗色）        | 週日寧靜 1986年（棕色）        | Wishing Well    | Understanding   |
| 種馬 黃金魅力 1999年（栗色）        | 週日寧靜 1986年（棕色）        | Wishing Well    | Mountain Flower |
| 種馬 黃金魅力 1999年（栗色）        | Nikiya 1993年（棗色）          | 雷利耶夫        | 北地舞人        |
| 種馬 黃金魅力 1999年（栗色）        | Nikiya 1993年（棗色）          | 雷利耶夫        | Special         |
| 種馬 黃金魅力 1999年（栗色）        | Nikiya 1993年（棗色）          | Reluctant Guest | Hostage         |
| 種馬 黃金魅力 1999年（栗色）        | Nikiya 1993年（棗色）          | Reluctant Guest | Vaguely Royal   |
| 繁殖雌馬 Keishu Herb 1988年（灰色） | Mississipian 1971年（棗色）    | Vaguely Nobel   | Vienna          |
| 繁殖雌馬 Keishu Herb 1988年（灰色） | Mississipian 1971年（棗色）    | Vaguely Nobel   | Noble Lassie    |
| 繁殖雌馬 Keishu Herb 1988年（灰色） | Mississipian 1971年（棗色）    | Gazala          | Dark Star       |
| 繁殖雌馬 Keishu Herb 1988年（灰色） | Mississipian 1971年（棗色）    | Gazala          | Belle Angevine  |
| 繁殖雌馬 Keishu Herb 1988年（灰色） | Kyoei Shirayuki 1988年（灰色） | Crowned Prince  | Raise a Native  |
| 繁殖雌馬 Keishu Herb 1988年（灰色） | Kyoei Shirayuki 1988年（灰色） | Crowned Prince  | Gay Hostess     |
| 繁殖雌馬 Keishu Herb 1988年（灰色） | Kyoei Shirayuki 1988年（灰色） | Ariaan          | Silver Shark    |
| 繁殖雌馬 Keishu Herb 1988年（灰色） | Kyoei Shirayuki 1988年（灰色） | Ariaan          | Nucciolina      |
| 雌系：Mumtaz Mahal系（號族：9-c）   |                                |                 |                 |
| 五代內近親交配：Vaguely Noble 5×3   |                                |                 |                 |

## 命名由來
名字中，Smart（スマート）為馬主大川徹冠名，香港採「醒目」作為翻譯，Falcon（ファルコン）即為隼，香港則翻譯為「飛鷹」。

## 外部連結
- 醒目飛鷹 netkeiba.com
- 醒目飛鷹 sportsnavi.com
- 醒目飛鷹 jbis.or.jp
- 醒目飛鷹 racingpost.com
- 血統表